# Pheidole bilimeki
Pheidole bilimeki  (лат.) — вид муравьёв рода Pheidole из подсемейства Myrmicinae (Formicidae). Южная и Центральная Америка: Багамы, Венесуэла, Гватемала, Гондурас, Колумбия, Коста-Рика, Мексика (Bilimek; Tamaulipas, Sa. de Guatemala, Rancho del Cielo), Ямайка и др. Обычный для открытых биотопов северной Неотропики вид (включая недавно нарушенные человеческой деятельностью). Встречается во всех тропических климатических зонах, включая и сухие биотопы, и низинные дождевые леса, и горные условия до высоты в 1500 м. Мелкие муравьи желтовато-коричневого цвета. Скапус мелких рабочих сравнительно короткий (SI = 95-108). Стебелёк между грудкой и брюшком состоит из двух члеников: петиолюса и постпетиолюса (последний четко отделен от брюшка). Охотятся на насекомых; также известны как хищники мелких орибатидных клещей. Вид был впервые описан в 1870 году австрийским мирмекологом Густавом Майром и назван по имени местности, где были найдены типовые экземпляры. В 2009 году с ним был синонимизирован, описанный в 2003 году американским энтомологом профессором Эдвардом Уилсоном, таксон Pheidole rectiluma Wilson, 2003.
- Солдат сбоку
- Самка сбоку
- Голова рабочего